# Regelbau 69

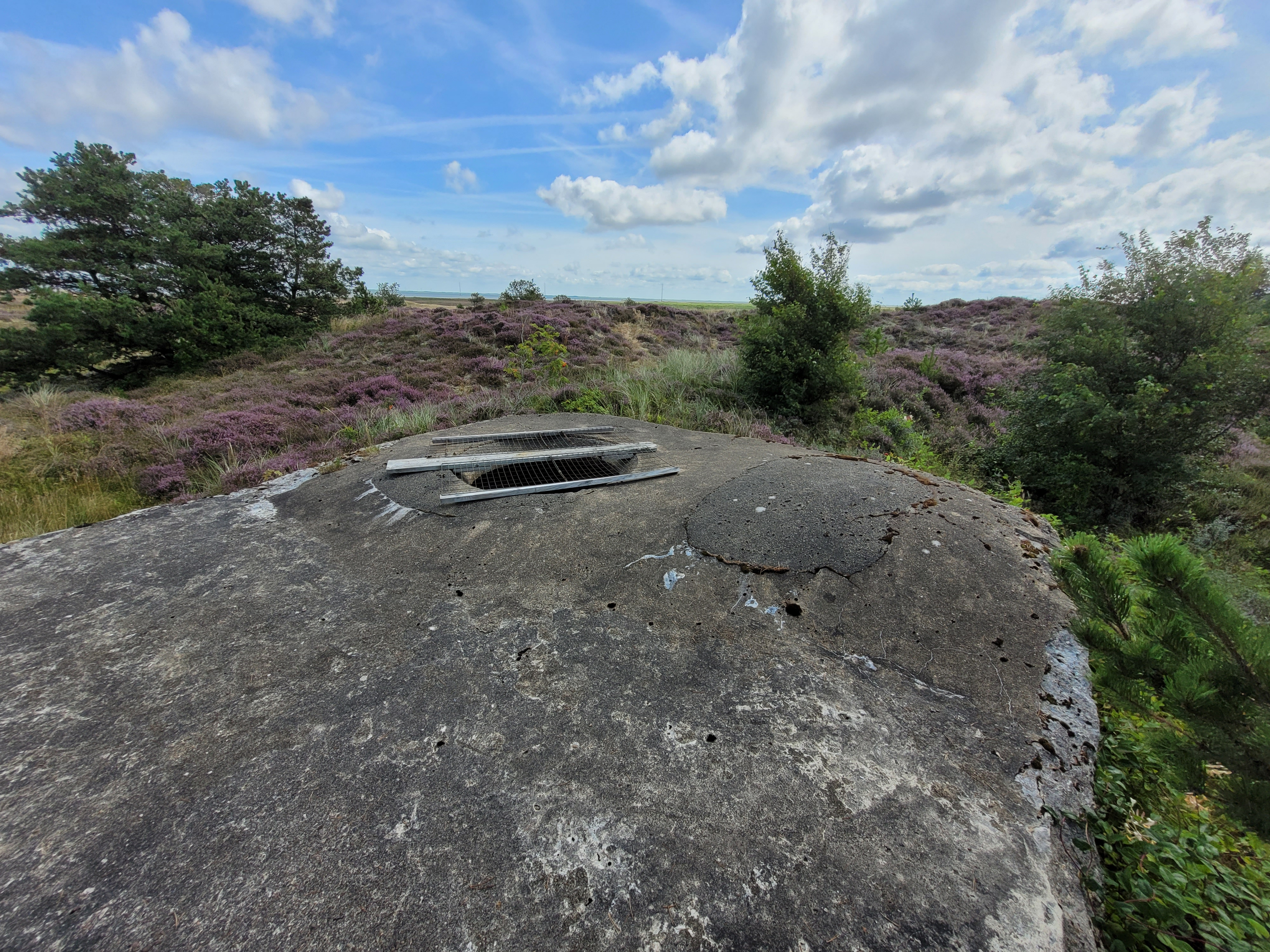
Dach eines Regelbau 69. Das kleinere Mannloch wurde zubetoniert, das mit einem Gitter bedeckte Mannloch beinhaltete den Granatwerfer

Ein Regelbau 69 oder Regelbau Bauform 69 bezeichnet einen standardisierten Typ von Bunker innerhalb des Regelbau-Programms der Wehrmacht. Der Regelbau 69 war ein Ringstand für einen Granatwerfer 34 und wurde in den Befestigungen des Atlantikwalls zur Nahverteidigung eingesetzt.

## Aufbau
Der Regelbau 69 hat eine annähernd quadratische Grundfläche von circa 5 × 5 Meter. An der Oberseite befinden sich zwei Mannlöcher. Durch eine Tür betritt man einen Vorraum. Links liegt ein kleiner Raum, der zum Lagern von Munition vorgesehen war. Rechts führt eine kleine Treppe zum kleineren der beiden Mannlöcher, welches als Observations- oder Maschinengewehrstellung diente. Geradeaus führt der Weg zum größeren Mannloch, wo der Granatwerfer montiert war.

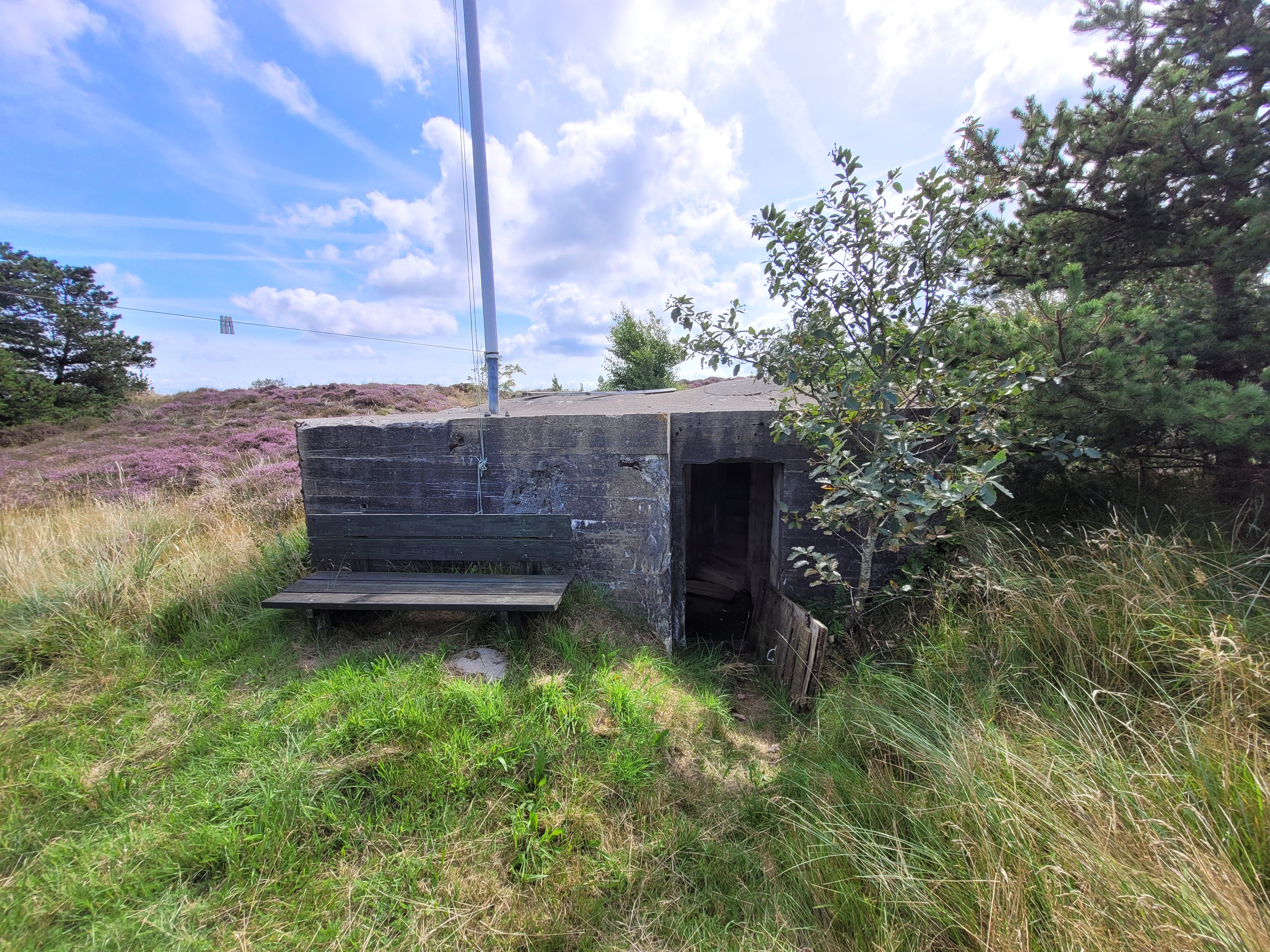
Eingang zum Innenraum
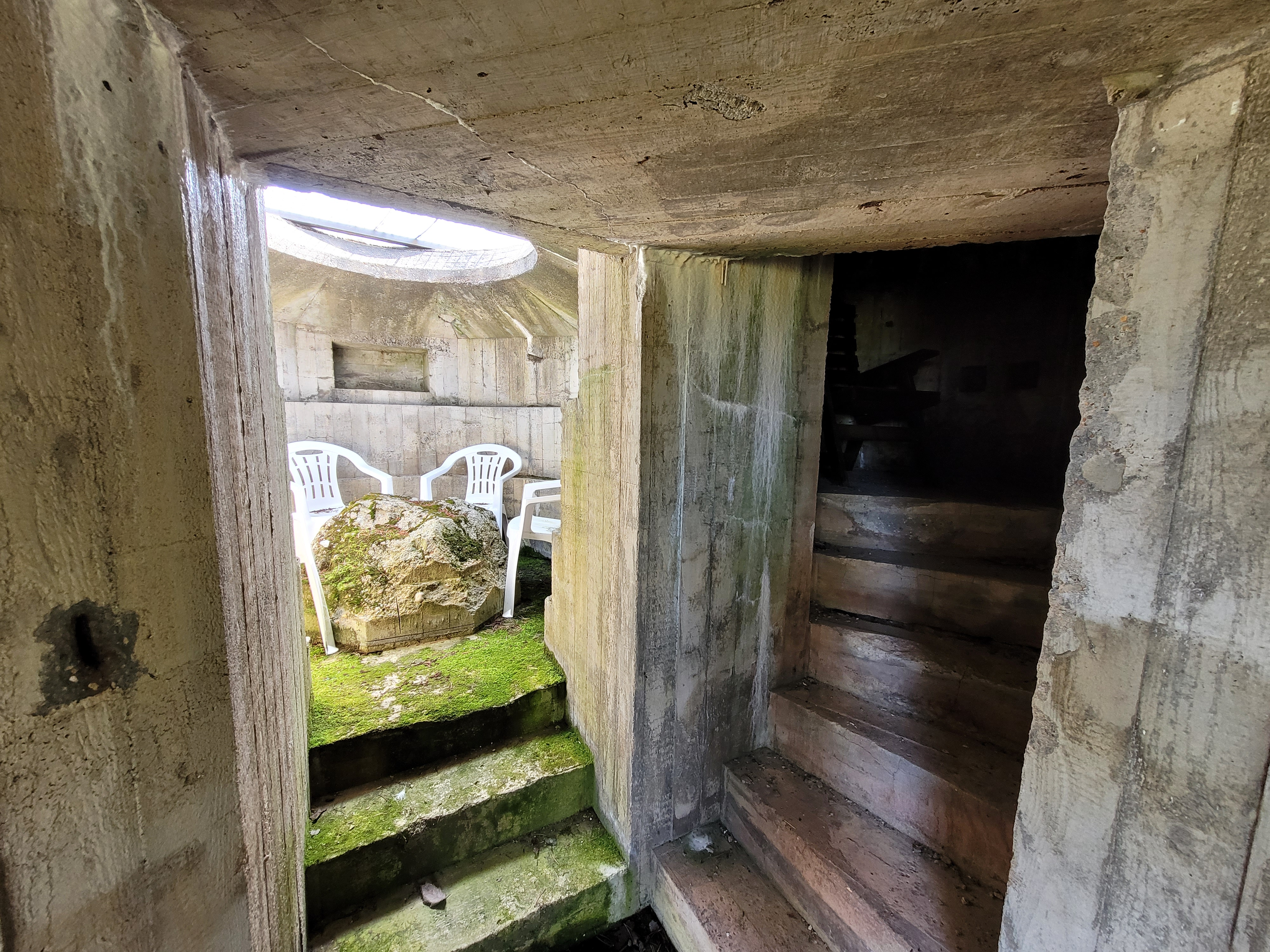
Links war der Granatwerfer montiert, rechts die Treppe zum kleineren Mannloch (hier zubetoniert)

## Heute noch existierende Anlagen
Bunker des Typs Regelbau 69 können unter anderem an folgenden Orten besichtigt werden:
- Insel Fanø,  Dänemark
- Festungsanlage Hanstholm,  Dänemark